# حسن أحمد اللوزي
حسن أحمد اللوزي (1952-2020) هو سياسي وشاعر وكاتب مسرحي يمني. ولد في مدينة صنعاء. وتلقى تعليمه الابتدائي والإعدادي في مسقط رأسه. ثم رحل إلى مصر فدرس الثانوية الأزهرية في القاهرة، والتحق بجامعة الأزهر، كلية الشريعة والقانون. وتخرج منها عام 1974. بعد عودته إلى الوطن تقلد العديد من المناصب أهمها وزيراً للإعلام والثقافة في الجمهورية العربية اليمنية. وبعد الوحدة عين وزيراً للإعلام. وفي 1994 عين سفيراً في المملكة الأردنية الهاشمية. وفي 2001 عين في مجلس الشورى. وفي 2006 أصبح وزير الإعلام مرةً أخرى. أسس صحيفة الميثاق ومجلة معين وترأس تحريرهما. وهو عضو في اتحاد الأدباء والكتاب اليمنيين وعضو في اتحاد أدباء وكتاب العرب.

## أعماله
- أوراق اعتماد لدى المقصلة (ديوان مشترك مع الشاعر الفلسطيني عبد الرؤوف يوسف 1972).
- تراتيل حالمة في معبد العشق والثورة (بيروت، دار العودة، 1978).
- أشعار للمرأة الصعبة (ديوان شعر، 1979).
- هنا الطقوس وهذا جسد الملكة (مجموعة شعرية، بيروت، دار العودة، 1981).
- المرأة التي ركضت في وهج الشمس (قصة).
- الصراخ في محكمة الصمت (مسرحية شعرية، بيروت، دار العودة، 1981).
- فاحشة الحلم (مجموعة شعرية، بيروت، دار الآداب، 1986).
- قلادة الثورة (لوحات شعرية، 1992).
- كتاب الكلمات (عمل شعري نثري، 1999).
- البرزخ (ديوان شعر، 2000).